# Hlavnov (Jizerská tabule)
Hlavnov (258 m n. m.) je vrch v okrese Mladá Boleslav Středočeského kraje, ležící asi 1 km ssv. od obce Vlkava, na stejnojmenném katastrálním území.

## Geomorfologické zařazení
Vrch náleží do celku Jizerská tabule, podcelku Dolnojizerská tabule a okrsku Jabkenická plošina.

## Přístup
Automobilem lze přijet do Vlkavy a na vrch dojít pěšky po lesních cestách.